# استیون بارنت (بازیکن واترپلو)
استیون بارنت (انگلیسی: Steven Barnett؛ زادهٔ june ۶, ۱۹۴۳ (۸۱ سال)) ورزشکار واترپلو اهل ایالات متحده آمریکا است.
وی در مسابقات کشوری و بین‌المللی در مجموع برندهٔ ۱ مدال برنز شده‌است.